# Trophée NHK 2013
Navigation
Édition précédente Édition suivante
Le Trophée NHK (en anglais : NHK Trophy) est une compétition internationale de patinage artistique qui se déroule au Japon au cours de l'automne. Il accueille des patineurs amateurs de niveau senior dans quatre catégories: simple messieurs, simple dames, couple artistique et danse sur glace.
Le trente-cinquième Trophée NHK est organisé du 8 au 10 novembre 2013 au gymnase olympique de Yoyogi à Tokyo. Il est la quatrième compétition du Grand Prix ISU senior de la saison 2013/2014.

## Résultats

### Messieurs

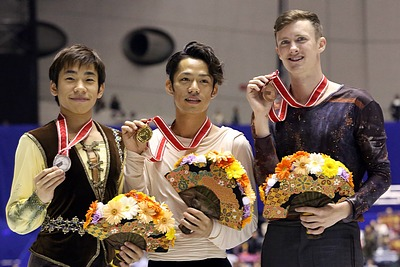
Podium des Messieurs

| Rang | Nom                | Pays       | Points | Programme court | Programme court | Programme libre | Programme libre |
| ---- | ------------------ | ---------- | ------ | --------------- | --------------- | --------------- | --------------- |
| 1    | Daisuke Takahashi  | Japon      | 268.31 | 1               | 95.55           | 1               | 172.76          |
| 2    | Nobunari Oda       | Japon      | 253.16 | 3               | 82.70           | 2               | 170.46          |
| 3    | Jeremy Abbott      | États-Unis | 237.41 | 7               | 78.78           | 3               | 158.63          |
| 4    | Adam Rippon        | États-Unis | 233.71 | 4               | 82.25           | 4               | 151.46          |
| 5    | Javier Fernández   | Espagne    | 230.45 | 2               | 84.78           | 8               | 145.67          |
| 6    | Takahito Mura      | Japon      | 227.22 | 5               | 79.97           | 6               | 147.25          |
| 7    | Max Aaron          | États-Unis | 223.35 | 8               | 76.21           | 7               | 147.14          |
| 8    | Konstantin Menshov | Russie     | 221.32 | 9               | 73.57           | 5               | 147.75          |
| 9    | Sergey Voronov     | Russie     | 221.18 | 6               | 79.80           | 9               | 141.38          |

### Dames

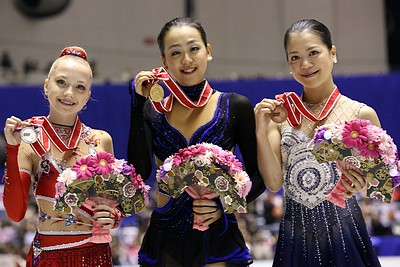
Podium des Dames

| Rang | Nom                  | Pays       | Points | Programme court | Programme court | Programme libre | Programme libre |
| ---- | -------------------- | ---------- | ------ | --------------- | --------------- | --------------- | --------------- |
| 1    | Mao Asada            | Japon      | 207.59 | 1               | 71.26           | 1               | 136.33          |
| 2    | Elena Radionova      | Russie     | 191.81 | 3               | 62.83           | 2               | 128.98          |
| 3    | Akiko Suzuki         | Japon      | 179.32 | 2               | 66.03           | 4               | 113.29          |
| 4    | Gracie Gold          | États-Unis | 177.81 | 4               | 62.83           | 3               | 114.98          |
| 5    | Satoko Miyahara      | Japon      | 170.21 | 6               | 58.39           | 5               | 111.82          |
| 6    | Valentina Marchei    | Italie     | 168.95 | 5               | 61.90           | 6               | 107.05          |
| 7    | Alena Leonova        | Russie     | 161.94 | 7               | 55.86           | 7               | 106.08          |
| 8    | Mirai Nagasu         | États-Unis | 141.71 | 8               | 51.01           | 8               | 90.70           |
| 9    | Elene Gedevanishvili | Géorgie    | 129.24 | 9               | 45.14           | 9               | 84.10           |

### Couples

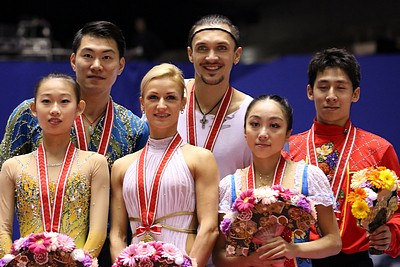
Podium des couples artistiques

| Rang | Nom                                    | Pays       | Points | Programme court | Programme court | Programme libre | Programme libre |
| ---- | -------------------------------------- | ---------- | ------ | --------------- | --------------- | --------------- | --------------- |
| 1    | Tatiana Volosozhar / Maksim Trankov    | Russie     | 236.49 | 1               | 82.03           | 1               | 154.46          |
| 2    | Peng Cheng / Zhang Hao                 | Chine      | 182.18 | 3               | 65.09           | 2               | 117.09          |
| 3    | Sui Wenjing / Han Cong                 | Chine      | 171.32 | 2               | 70.13           | 5               | 101.19          |
| 4    | Marissa Castelli / Simon Shnapir       | États-Unis | 168.89 | 5               | 58.60           | 3               | 110.29          |
| 5    | Haven Denney / Brandon Frazier         | États-Unis | 167.85 | 4               | 58.67           | 4               | 109.18          |
| 6    | Paige Lawrence / Rudi Swiegers         | Canada     | 153.55 | 6               | 52.78           | 6               | 100.77          |
| 7    | Anastasia Martiusheva / Alexei Rogonov | Russie     | 145.37 | 8               | 48.97           | 7               | 96.40           |
| 8    | Narumi Takahashi / Ryuichi Kihara      | Japon      | 136.13 | 7               | 49.54           | 8               | 86.59           |

### Danse sur glace

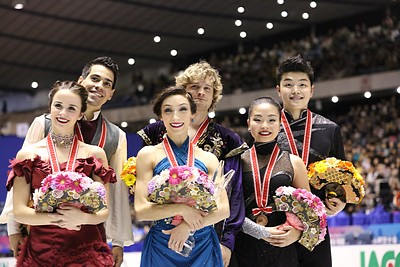
Podium de la danse sur glace

| Rang | Nom                                    | Pays       | Points | Danse courte | Danse courte | Danse libre | Danse libre |
| ---- | -------------------------------------- | ---------- | ------ | ------------ | ------------ | ----------- | ----------- |
| 1    | Meryl Davis / Charlie White            | États-Unis | 186.65 | 1            | 73.70        | 1           | 112.95      |
| 2    | Anna Cappellini / Luca Lanotte         | Italie     | 160.06 | 2            | 64.58        | 2           | 95.48       |
| 3    | Maia Shibutani / Alex Shibutani        | États-Unis | 157.58 | 3            | 63.09        | 3           | 94.49       |
| 4    | Elena Ilinykh / Nikita Katsalapov      | Russie     | 155.37 | 4            | 61.35        | 4           | 94.02       |
| 5    | Piper Gilles / Paul Poirier            | Canada     | 144.07 | 5            | 55.20        | 5           | 88.87       |
| 6    | Cathy Reed / Chris Reed                | Japon      | 133.76 | 7            | 51.91        | 6           | 81.85       |
| 7    | Tanja Kolbe / Stefano Caruso           | Allemagne  | 130.51 | 6            | 52.39        | 8           | 78.12       |
| 8    | Victoria Sinitsina / Ruslan Zhiganshin | Russie     | 124.23 | 8            | 44.34        | 7           | 79.89       |

## Source
- (en) Résultats du Trophée NHK 2013 sur le site de l'ISU